# حزب الوحدة الوطنية الأردني
حزب الوحدة الوطنية الأردني هو حزب سياسي أردني تأسس في عام 2015، واتخذ مقرًا له في مدينة عمان، قبل أن يتمّ حله في عام 2023.

## الأمانة العامة للحزب
شغل محمد كريم الزيون منصب الأمين العام لحزب الوحدة الوطنية الأردني منذ تأسيسه في عام 2015 وحتى تمّ حلّ الحزب في عام 2023.

## الأعضاء البارزون
كان من بين أبرز الأعضاء المؤسسين لحزب الوحدة الوطنية الأردني كل من:
- حسين الطراونة
- سعود سلامة
- هاشم الخالدي
- حسين العدوان
- محمود عبابنة
- خالد السعيدات
- جميل الساري
- محمد عبدالمحسن الزبون
- احمد الزعبي
- علاء العبوشي
- خالد نواب العيطان
- هشام بدوي
- حابس العساف
- خالد محمد الحياري
- احمد مطر
- ابراهيم الجزازي
- محمد ابراهيم خضر
- محمد ابو هزيم
- عدنان النمروطي

## حل الحزب
في مايو/أيار عام 2023 اعتُبر حزب الوحدة الوطنية الأردني حزبًا مُنحلًّا بعدما استبعده مجلس مفوضي الهيئة المستقلة للانتخاب في الأردن بسبب عدم تمكنه من استيفاء بعض الشروط التي نصّ عليها قانون الأحزاب الأردني رقم (7) والصادر في عام 2022. كانت الحكومة الأردنية قد أقرت في العام السابق قانونًا لتنظيم تأسيس الأحزاب السياسية في الأردن، وكانت مواد هذا القانون تشترط أن تُحقّق الأحزاب السياسية مجموعة من المعايير لكي تتم الموافقة على تأسيسها وتُصبح أحزابًا مُعترف بها رسميًا ويحق لها المُشاركة في الانتخابات البرلمانية الأردنية. كان من بين هذه الشروط أن ينضمّ للحزب في وقت إعلان تأسيسه ما لا يقلّ عن 1000 عضو في ستة مُحافظات أردنية مُختلفة، بحيث لا تقل نسبة النساء عن 20 بالمائة من أعضاء الحزب ولا تقل نسبة الشباب عن 20 بالمائة من الأعضاء.
أمهلت الهيئة المُستقلة للانتخاب الأحزاب التي لا تُحقّق بعض أو كل اشتراطات قانون الأحزاب حتى مايو/أيار في العام التالي لكي تتمكّن من توفيق أوضاعها، بينما اعتبرت الأحزاب التي لم تتمكّن من ذلك بعد انقضاء المُهلة المُحددة أحزابًا منحلة، وبناءًا على ذلك تم حل 19 حزبًا سياسيًّا، وكان حزب الوحدة الوطنية الأردني واحدًا من هذه الأحزاب.